# Halmhack

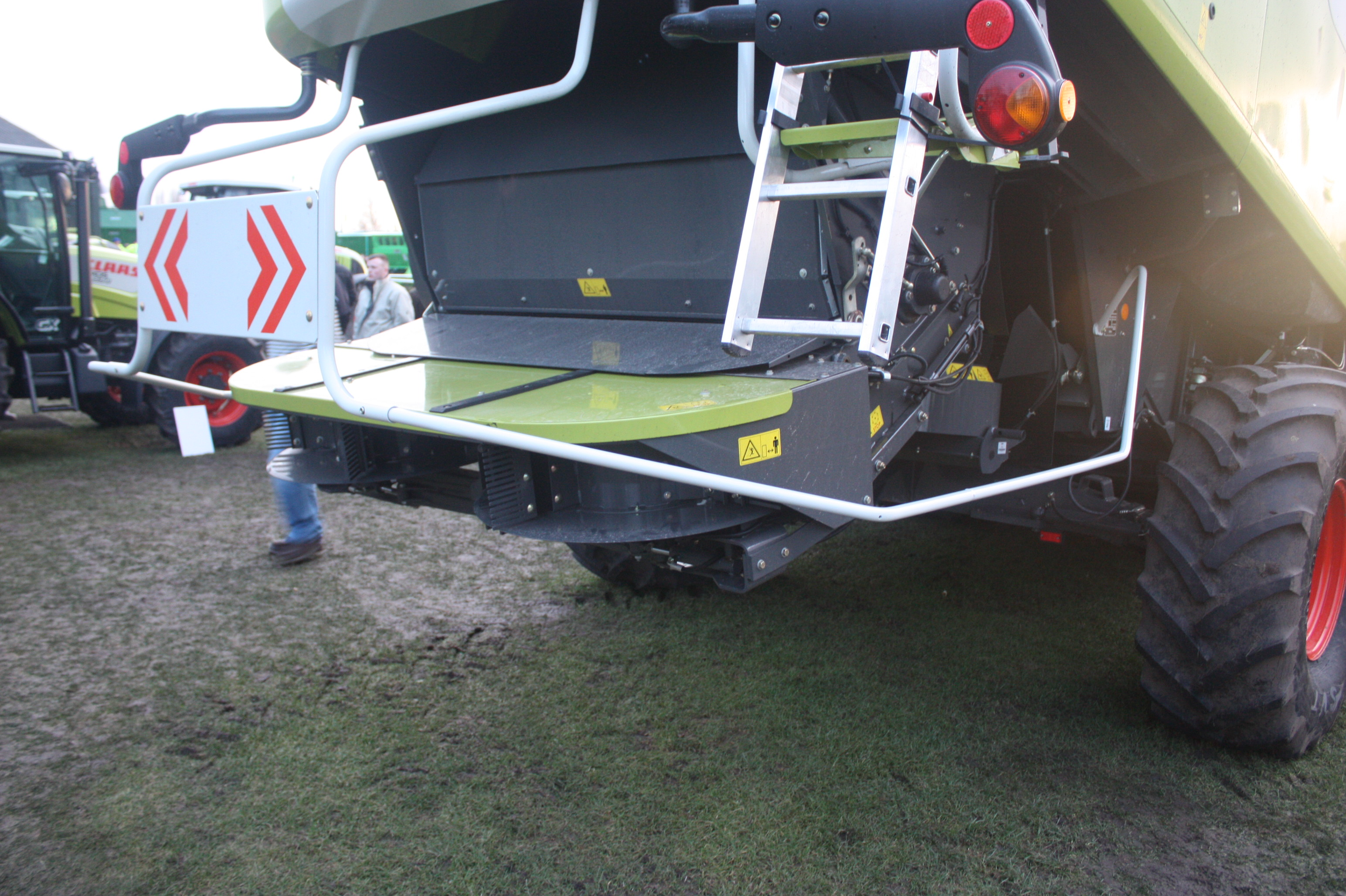
Halmhack monterad på en Claas Lexion skördetröska

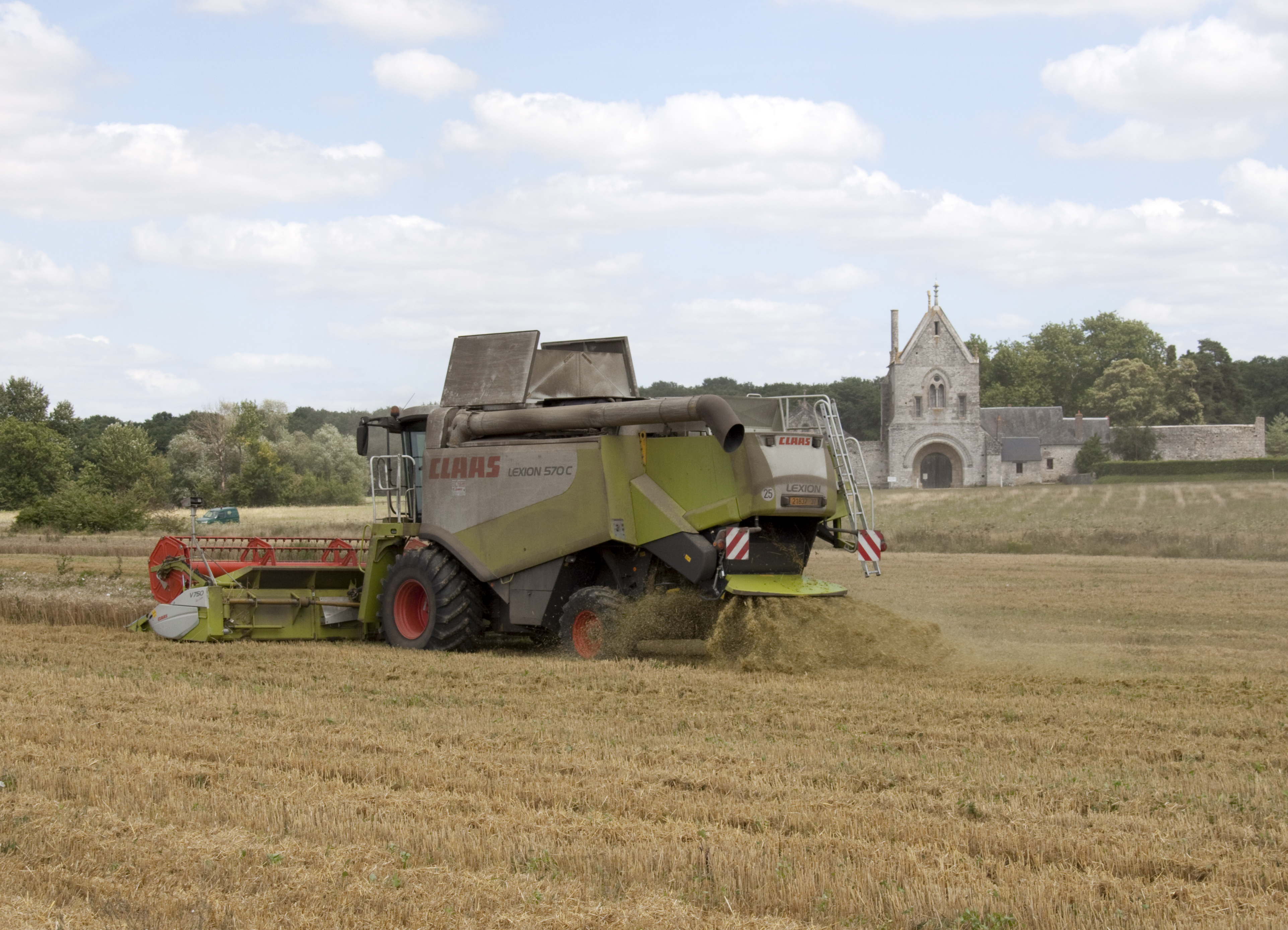
Claas Lexion 570 C skördetröska med monterad halmhack som sprider halm.

Halmhack är en anordning som monteras på skördetröskor för att finfördela den urtröskade halmen, i syfte att sprida den. Den består vanligen av två uppsättningar knivar, en fast, och en roterande, samt plåtar som styr ut halmen över hela skärvidden. Halmhacken kan kopplas bort i de fall man vill pressa och ta tillvara halmen, på moderna skördetröskor sker detta med hydraulik eller elmotorer.
Halmhackning medför relativt hög energiförbrukning.